# 魏嵉
魏嵉（？—？），云南昆明人，清朝政治人物。
魏嵉曾于乾隆十五年（1750年）接替金溶任漳州府知府一职，乾隆十九年（1754年）由奇灵阿接任。